# جيانلوكا سيجاريلي
جيانلوكا سيجاريلي (بالإيطالية: Gianluca Segarelli) هو لاعب كرة قدم إيطالي في مركز الوسط، ولد في 23 فبراير 1978 في سبوليتو في إيطاليا. لعب مع نادي ألساندريا ونادي أنكونا ونادي بادوفا ونادي بيروجيا ونادي تشيزينا.